# Милфорд (Пенсилванија)
Милфорд (енгл. Milford) град је у америчкој савезној држави Пенсилванија.

## Демографија
По попису из 2010. године број становника је 1.021, што је 83 (-7,5%) становника мање него 2000. године.
| Група             | 2000.         | 2010.       |
| Белци             | 1.047 (94,8%) | 934 (91,5%) |
| Афроамериканци    | 15 (1,4%)     | 6 (0,6%)    |
| Азијати           | 6 (0,5%)      | 5 (0,5%)    |
| Хиспаноамериканци | 16 (1,4%)     | 56 (5,5%)   |
| Укупно            | 1.104         | 1.021       |